# Stuff
Stuff este o cunoscută revistă internațională despre tehnologia de consum, aparate electronice și ultimele tendințe din hi-tech și design, destinată publicului larg.
În anul 2004, Stuff avea 14 ediții în țări precum Marea Britanie, Franța, Spania, China, Italia, Cehia, Rusia.
Ediția din Statele Unite ale Americii este o revistă pentru bărbați, în genul revistei Maxim.
Revista a fost prezentă și în România, în perioada mai 2004 - octombrie 2008, fiind editată de Business Media Group.